# Dmitri Iwanowitsch Mendelejew
Dmitri Iwanowitsch Mendelejew (russisch Дмитрий Иванович Менделеев, – Originalschreibweise: Дмитрій Ивановичъ Менделѣевъ – Ausspracheⓘ, wissenschaftliche Transliteration Dmitrij Ivanovič Mendeleev; * 27. Januarjul. / 8. Februar 1834greg. in Tobolsk, Russisches Kaiserreich; † 20. Januarjul. / 2. Februar 1907greg. in Sankt Petersburg) war ein russischer Chemiker.
Er erarbeitete, unabhängig von Lothar Meyer, ein System der chemischen Elemente, die er periodische Gesetzmäßigkeit nannte. Sie ermöglichte eine tabellarische Anordnung, heute Periodensystem oder Periodisches System der Elemente (PSE) genannt, sowie die Vorhersage von drei neuen Elementen. Damit vollendete Mendelejew vorläufig die 50-jährige Suche nach einem Zusammenhang zwischen den Atommassen und den chemischen Eigenschaften der chemischen Elemente. Zu seinen Ehren bekam das Element 101 den Namen Mendelevium.

## Leben

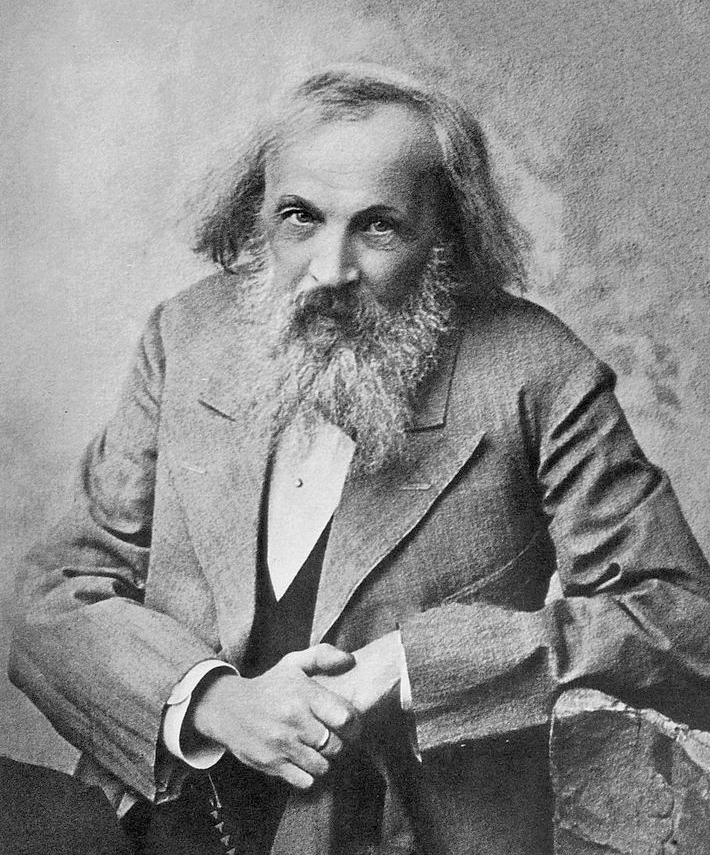
Dmitri Iwanowitsch Mendelejew

### Kindheit und Jugend
Dmitri Mendelejew kam am 8. Februar 1834 als das jüngste der insgesamt 14 Kinder (wobei die Angabe der Anzahl in der Literatur bis zu 17 schwankt) des Gymnasialdirektors Iwan Pawlowitsch Mendelejew (1783–1847) und der Maria Dmitrijewna Mendelejewa (geb. Korniljewa) (1793–1850) auf die Welt. Das Elternhaus war ein geistiges Zentrum der Stadt, in der sich auch nach Sibirien verbannte Intellektuelle trafen. Sein Vater war aufgrund von Erblindung gezwungen, frühzeitig den Beruf aufzugeben, und starb früh, was die Familie in finanzielle Bedrängnis brachte. Die Mutter, die aus der angesehenen sibirischen Kaufmannsdynastie Korniljew stammte, übernahm eine Glasfabrik ihrer Familie und gründete für die Arbeiter eine Dorfschule und eine Kirche. Mendelejew, der als Kind frühbegabt war, besuchte von 1841 bis 1849 das Gymnasium in Tobolsk, wo seine Zensuren dürftig waren; insbesondere hatte er kein Interesse an Fremdsprachen und Latein. Mendelejew, der zur Abiturfeier seine Lateinbücher mit Klassenkameraden verbrannte, behielt bis zu seinem Lebensende einen Groll gegen die Schulbedingungen in Russland und war später aktiv an Reformbemühungen beteiligt.
1849 verkaufte die Mutter ihren Besitz und zog als 57-Jährige mit den Kindern über Moskau nach St. Petersburg, um insbesondere die Ausbildung ihres jüngsten Sohnes sicherzustellen. Versuche, an der Universität in Moskau oder Sankt Petersburg angenommen zu werden, scheiterten aus formalen Gründen, da dort Studenten aus Sibirien nicht angenommen wurden. Ein Medizinstudium war nicht mehr möglich, nachdem Mendelejew bei einer Obduktion in Ohnmacht gefallen war; es konnte aber mit einer Ausnahmegenehmigung die Aufnahme in das Pädagogische Institut in Sankt Petersburg erreicht werden. Mendelejew bestand die strenge Aufnahmeprüfung gut und wurde 1850 mit staatlichem Stipendium in das Internat des Instituts aufgenommen. Als seine Mutter im selben Jahr starb, wurde Mendelejew Vollwaise.
Zu seinen Lehrern am Pädagogischen Institut gehörten der Chemiker Alexander Abramowitsch Woskressenski (1809–1880) – ein Schüler von Justus von Liebig –, der Physiker Emil Lenz und der Mathematiker Michail Wassiljewitsch Ostrogradski. Seine Noten besserten sich trotz häufiger Erkrankungen (er hatte offene Tuberkulose), die ihn zeitweise ins Lazarett zwangen. Er wandte sich der Chemie und Mineralogie zu, tätigte erste Veröffentlichungen und erhielt nach dem Abschluss 1855 eine Medaille des Instituts. Er erhielt den Kandidaten-Abschluss (mit einer Arbeit über Isomorphismus in Verbindung zu anderen Beziehungen der Kristallform zur Zusammensetzung, 1855), konnte aber trotz der Empfehlung seiner Lehrer wegen seiner Krankheit nicht das Magister-Examen anstreben. Man gab ihm weniger als ein Jahr zu leben und schickte ihn, da er sein staatliches Stipendium abarbeiten musste, als Oberlehrer auf die Krim nach Simferopol, wo allerdings die Schule wegen des Krimkriegs geschlossen war, und später nach Odessa. Das milde Klima besserte gleichzeitig seine Gesundheit.
1856 kehrte er nach Sankt Petersburg zurück, legte an der Universität das Magisterexamen ab (mit der Magister-Arbeit über Spezifische Volumina) und wurde 1857 Privatdozent für Chemie an der Universität. 1860/61 war er mit einem Auslandsstipendium bei Robert Bunsen und Gustav Kirchhoff in Heidelberg (obwohl er zunächst zu Henri Victor Regnault nach Paris sollte), wobei er auch den internationalen Chemikerkongress in Karlsruhe 1860 besuchte, auf dem Stanislao Cannizzaro seine Ideen zu Atomgewichten bekannt machte und den auch Lothar Meyer besuchte. Der Kongress war sowohl für Meyer als auch für Mendelejew ein entscheidender Wendepunkt. Mendelejew befasste sich mit der Bestimmung von Atomgewichten und wurde in die Spektroskopie eingeführt. Seine Kontakte zu Bunsen blieben aber gering und er forschte stattdessen in einem von ihm selbst eingerichteten Labor. Nach eigenen Aussagen konnte er seine empfindlichen Experimente nicht in dem mit anderen geteilten Labor von Bunsen ausführen, und er störte sich auch an den giftigen Dämpfen. Die Reise benutzte er auch, um touristisch Italien und die Schweiz zu besuchen und in Paris Instrumente zu kaufen. Wieder in Sankt Petersburg, war seine Dozentenstelle besetzt; er hielt aber ab Herbst 1861 ein Kolleg über organische Chemie an der Universität. Er bereitete Publikationen vor, unter anderem sein Lehrbuch der Organischen Chemie, und lehrte an Schulen.

### Professur und Arbeit am Periodensystem
Mendelejew wurde noch vor der Promotion 1864 Professor am Technologischen Institut Sankt Petersburg und wurde außerdem als Dozent an der Universität bestätigt. Er blieb bis 1866 Professor am Technologischen Institut und war dort bis 1872 Dozent für organische Chemie (bis Friedrich Beilstein deren Lehre übernahm, der seit 1866 Professor für anorganische Chemie am Technologischen Institut war). 1865 verteidigte er seine Doktorarbeit, die er zum Thema Über die Verbindung von Alkohol mit Wasser verfasste. Dass er damit wichtige Beiträge zur Wodkaherstellung und insbesondere dem bis heute üblichen Mischungsverhältnis von 40:60 Teilen lieferte, ist ein Mythos; er veröffentlichte auch nie über Wodkaherstellung. 1865 wurde er außerordentlicher und bald darauf ordentlicher Professor für technische Chemie an der Universität Sankt Petersburg und 1867 Professor für reine Chemie. Gleichzeitig bereitete er sein Lehrbuch der Chemie vor, was ihn auch zur Beschäftigung mit der Ordnung der Elemente anregte. Das dazu 1864 veröffentlichte Buch von Lothar Meyer kannte er nicht. Er war aber von der Typentheorie von Charles Frédéric Gerhardt beeinflusst. Ab 1868 erschien sein in Russland sehr einflussreiches Lehrbuch Grundlagen der Chemie, das viele Auflagen erlebte. Es war von Mendelejew konzipiert und geschrieben worden, da er selbst keine geeigneten russischen Lehrbücher für seinen Unterricht vorfand.

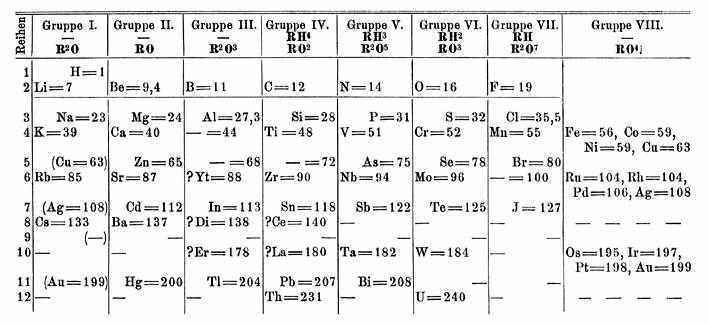
Das Periodensystem Mendelejews (Tabellenform, 1871)

Am 6. März 1869 präsentierte er, vorgetragen von Nikolai Alexandrowitsch Menschutkin, das Periodensystem der Elemente (PSE) der Russischen Chemischen Gesellschaft unter dem Titel Die Abhängigkeit der chemischen Eigenschaften der Elemente vom Atomgewicht, was unmittelbar danach auf Russisch und Deutsch publiziert wurde. Dabei wurden die damals bekannten 63 Elemente ansteigend nach der Atommasse in sieben Gruppen mit ähnlichen Eigenschaften angeordnet. Lothar Meyer veröffentlichte wenige Monate später eine fast identische Tabelle. Mendelejew konnte mit seinem System 1871 die Eigenschaften der bis dahin noch unbekannten Elemente Gallium (bei Mendelejew: Eka-Aluminium), Scandium (Mendelejew: Eka-Bor) und Germanium (Mendelejew: Eka-Silizium) voraussagen.
Dabei bezeichnete Mendelejew freie Stellen in seinem Periodensystem mit dem Sanskrit-Präfix Eka (एकः : ekaH), die sich einen Spaltenplatz (ΔA ≈ 34...55, ΔZ = 16 oder 18), mit dem Präfix Dwi (द्वि : dvi), die sich zwei Spaltenplätze (ΔA ≈ 84...87, ΔZ = 32) und mit dem Präfix Tri (त्रीणि : trINi), die sich drei Spaltenplätze (ΔA ≈ 135, ΔZ = 18+32) unter einem bekannten Element befanden.
Nur wenige Jahre später wurden Vorhersagen aus seinem empirischen Modell als richtig bestätigt. Die erwähnte ausführliche Veröffentlichung Mendelejews von 1871 brachte ihm besonders im Ausland den Durchbruch. In Russland stieß er anfangs auf wenig Verständnis und der Präsident der Russischen Chemischen Gesellschaft Nikolai Nikolajewitsch Sinin empfahl Mendelejew im Herbst 1869, sich wirklicher Forschung zuzuwenden, womit er Experimente in organischer Chemie meinte. Bald darauf änderte er mit weiteren Veröffentlichungen von Mendelejew, in denen er auch neue Elemente vorhersagte, seine Meinung und gratulierte ihm im Februar 1871 brieflich. Später kam es zu einem Prioritätsstreit zwischen Meyer und Mendelejew und beide veröffentlichten 1880 über die Geschichte des Periodensystems in den Berichten der Deutschen Chemischen Gesellschaft. Lothar Meyer war durch Mendelejews Veröffentlichung von 1869 zur Veröffentlichung seiner eigenen Untersuchungen gedrängt worden (1870). Mendelejew legte sein Periodensystem auch in den späteren Auflagen seines Lehrbuchs Grundlagen der Chemie dar. Einige deutschstämmige Chemiker in Russland wie Mendelejews Kollege Victor von Richter trugen zur Verbreitung von Mendelejews Periodensystem auch nach Deutschland bei – Viktor von Richter verwendete es 1874 im von ihm verfassten ersten russischen Lehrbuch der Anorganischen Chemie.
Sein Periodensystem beinhaltete die schon John A. R. Newlands bekannte Oktavenregel.
| nach Mendelejew      | nach Mendelejew | ΔZ    | ΔP    | gefunden?                                                                                           | gefunden?                                                                                           |
| Name                 | Atomgewicht     | ΔZ    | ΔP    | Element (Jahr)                                                                                      | Atomgewicht                                                                                         |
| -------------------- | --------------- | ----- | ----- | --------------------------------------------------------------------------------------------------- | --------------------------------------------------------------------------------------------------- |
| Äther (1904)         | 000,17          |       |       | nicht gefunden                                                                                      | nicht gefunden                                                                                      |
| Coronium (1904)      | 000,4           |       |       | nicht gefunden                                                                                      | nicht gefunden                                                                                      |
| Eka-Bor (1871)       | 044             | 08+8  | ≈1,44 | Scandium (1879)                                                                                     | 044,956                                                                                             |
| Eka-Cer              | 054             |       |       | nicht gefunden                                                                                      | nicht gefunden                                                                                      |
| Eka-Aluminium (1871) | 068             | 18    | 01    | Gallium (1875)                                                                                      | 069,723                                                                                             |
| Eka-Silicium (1871)  | 072             | 18    | 01    | Germanium (1886)                                                                                    | 072,631                                                                                             |
| Eka-Mangan (1871)    | 100             | 18    | 01    | Technetium (1937)                                                                                   | 099                                                                                                 |
| Eka-Molybdän         | 140             | ≈32/2 | ≈0,5  | nicht gefunden Bereich der Lanthanoide, den Mendelejew erahnte, aber nicht richtig zuordnen konnte. | nicht gefunden Bereich der Lanthanoide, den Mendelejew erahnte, aber nicht richtig zuordnen konnte. |
| Eka-Niob (1871)      | 146 (137?)      | ≈32/2 | ≈0,5  | nicht gefunden Bereich der Lanthanoide, den Mendelejew erahnte, aber nicht richtig zuordnen konnte. | nicht gefunden Bereich der Lanthanoide, den Mendelejew erahnte, aber nicht richtig zuordnen konnte. |
| Eka-Cadmium          | 155             | ≈32/2 | ≈0,5  | nicht gefunden Bereich der Lanthanoide, den Mendelejew erahnte, aber nicht richtig zuordnen konnte. | nicht gefunden Bereich der Lanthanoide, den Mendelejew erahnte, aber nicht richtig zuordnen konnte. |
| Eka-Stibium          | ??? (165?)      | ≈32/2 | ≈0,5  | nicht gefunden Bereich der Lanthanoide, den Mendelejew erahnte, aber nicht richtig zuordnen konnte. | nicht gefunden Bereich der Lanthanoide, den Mendelejew erahnte, aber nicht richtig zuordnen konnte. |
| Eka-Iod              | 170             | ≈32/2 | ≈0,5  | nicht gefunden Bereich der Lanthanoide, den Mendelejew erahnte, aber nicht richtig zuordnen konnte. | nicht gefunden Bereich der Lanthanoide, den Mendelejew erahnte, aber nicht richtig zuordnen konnte. |
| Eka-Caesium (1871)   | 175             | ≈32/2 | ≈0,5  | nicht gefunden Bereich der Lanthanoide, den Mendelejew erahnte, aber nicht richtig zuordnen konnte. | nicht gefunden Bereich der Lanthanoide, den Mendelejew erahnte, aber nicht richtig zuordnen konnte. |
| Tri-Mangan (1871)    | 190             | 18+32 | 02    | Rhenium (1925)                                                                                      | 186,207                                                                                             |
| Dvi-Tellur (1889)    | 212             | 32    | 01    | Polonium (1898)                                                                                     | 209,98                                                                                              |
| Dvi-Caesium (1871)   | 220             | 32    | 01    | Francium (1937)                                                                                     | 223                                                                                                 |
| Eka-Tantal (1871)    | 235             | 18    | ≈0,56 | Protactinium (1917)                                                                                 | 231,035                                                                                             |

1. ↑  sciencehistory.org
2. ↑  Ein grundlegendes Problem Mendelejews war die unterschiedliche Länge der 2. und 3. Periode (8 Elemente des s- und p-Blocks), der 4. und 5. Periode (18 Elemente, es kommen die Elemente des d-Blocks dazu) und der 6. und 7. Periode (32 Elemente, es kommen die Elemente des f-Blocks dazu). In der Originalliteratur von Mendelejew findet man verschiedene Versuche, diese unterschiedlichen Längen zu kompensieren. In der Kurzform des Periodensystems des Mendelejewschen Periodensystems wurden unsere heutigen Perioden mit 1, 2 bzw. 4 Subblöcken beschrieben, in der Langform wurde häufig die 2. und 3. Periode zusammengefasst, die 6. und 7. Periode bestanden aus je 2 Subblöcken. Diese Denkweise sowie das Fehlen einer ganzen damals noch unbekannten Hauptgruppe führten zu etlichen Fehlern dieses damals rein empirischen Modells. So wurden Elemente unterschiedlicher Blöcke mit fremder Elektronenkonfiguration in Beziehung gebracht und im Bereich der heutigen Lanthanoide und Actinoide wurden drei Elemente zu viel erwartet.
3. ↑  Die Ähnlichkeiten von Eka-Bor und Scandium sind zufälliger Natur. Im Gegensatz zu Eka-Aluminium, Eka-Silicium und Eka-Mangan, deren Differenz der Kernladungszahl genau der Periodenlänge von 18 entspricht und die genau eine Periode Abstand haben und jeweils zum selben Block gehören, beträgt der Abstand zwischen Bor und Scandium nur 16, und beide gehören unterschiedlichen Blöcken an: Bor (3. Hauptgruppe) und Scandium (3. Nebengruppe). Die Valenzelektronenkonfigurationen (Bor: [He] 2s2 2p1, Scandium: [Ar] 4s2 3d1) sind unterschiedlich und führen nur zufällig zur gleichen Oxidationszahl von +3.
4. ↑  Treffer von Mendelejew.
5. ↑  Mendelejew erkannte richtig, dass es im Bereich der heutigen Lanthanoiden noch viele unentdeckte Elemente geben müsste. Allerdings verschätzte er sich in der Anzahl und ordnete diese falsch zu. Die verschätzte Anzahl geht auf das Problem zurück, dass die 4. und 5. Periode ohne Edelgase 17 Elemente beherbergt, die 6. und 7. Periode allerdings nicht die doppelte Anzahl von 34, sondern nur 31. Zum einen war der Aufbau des Periodensystems nicht verstanden, zum anderen kannte man das Prinzip der Ordnungszahlen noch nicht, und zu guter Letzt nimmt die Atommasse schwerer Elemente überproportional zu, so dass dieser Fehler nicht auffiel. Weiterhin war nicht klar, dass diese lange Sequenz von mehr als 30 Elementen eine einzige Periode ist (und nicht zwei), so dass Mendelejew die zum großen Teil noch unbekannten Lanthanoide in Verwandtschaft zu Haupt- und Nebengruppenelemente setzte, die keinerlei Gemeinsamkeiten aufweisen.
6. ↑  Treffer von Mendelejew. Allerdings steht Rhenium trotz Mendelejews Präfix Tri nur zwei Perioden unterhalb des Mangans.
7. ↑  Treffer von Mendelejew. Allerdings stehen diese trotz Mendelejews Präfix Dvi jeweils nur eine Periode unterhalb der bekannten Elemente.
8. ↑  Die Ähnlichkeiten von Eka-Tantal und Protactinium sind zufälliger Natur. Der Abstand beträgt mit 18 reichlich eine halbe Periodenlänge und beide gehören unterschiedlichen Blöcken an: Tantal (5. Nebengruppe) und Protactinium (Actinoide). Die Valenzelektronenkonfigurationen (Tantal: [Xe] 4f14 5d3 6s2, Protactinium: [Rn] 5f2 6d1 7s2) sind unterschiedlich und führen nur zufällig zur gleichen Oxidationszahl von +5.

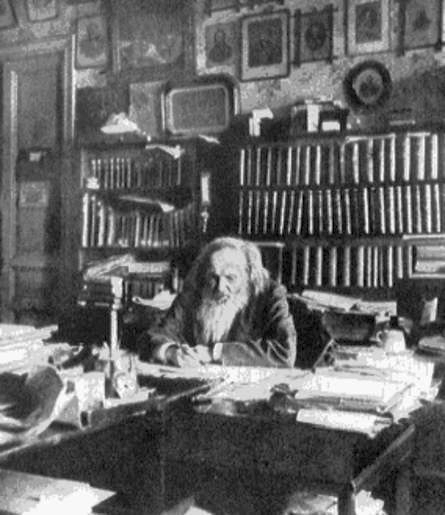
Mendelejew in seinem Arbeitszimmer

Edelgase waren in diesem frühen Periodensystem unbekannt, wurden auch nicht von Mendelejew vorhergesagt und wurden von ihm erst kurz nach der Wende vom 19. zum 20. Jahrhundert berücksichtigt (Argon in der Ausgabe von 1903 von Mendelejews Prinzipien der Chemie). Kurz nach ihrer Entdeckung bzw. Isolierung (Besuch bei William Ramsay in London 1895) war Mendelejew noch unsicher ob er sie als neue Elemente akzeptieren sollte, da die Fähigkeit Verbindungen einzugehen für Mendelejew dazugehörte. Argon hielt er lange für kondensierten Stickstoff. Erst nach einem erneuten Treffen mit Ramsay in Berlin 1900 ließ er sich von diesem überzeugen, dass sie eine neue Hauptgruppe zwischen Halogenen und Alkalimetallen bilden.
In fortgeschrittenem Alter ließ er sich 1903 auch zu spekulativeren Vorhersagen von Elementen verleiten, die Atommassen unterhalb der Masse des Wasserstoffs besaßen, wobei er selbst zugab, dass diese Spekulationen noch unausgereift waren. Ideen dazu hegte er schon 1869, zwischenzeitlich fand er sie aber unterstützt durch die Äthertheorie der Elektrodynamik und die Entdeckung der Edelgase. Für Newtonium (Element x), das er mit dem Ätherteilchen identifizierte und das ungeladen sein sollte, leitete er aus der Folge der Massenverhältnisse der Edelgase, deren Massenverhältnisse er auf einer Parabel anordnete, die Atommasse 0,17 ab. Für das zweite vorhergesagte Element Coronium (Element y), ebenfalls ein Edelgas und nach Mendelejew homolog zu Neon, leitete er eine Obergrenze für die Masse von 0,4 ab. Nach Mendelejew gab es Hinweise auf dieses Element aus dem Sonnenspektrum, daher der Name. Später sagte er noch ein Halogen mit Atommasse 3 (also zwischen Wasserstoff und Helium) homolog zu Fluor vorher. Der Grund war, dass damals fünf Alkalimetalle, aber nur vier Halogene bekannt waren.
Den Entdeckungsweg zum Periodensystem schilderte Mendelejew selbst als langwieriges Puzzlespiel mit Kärtchen, auf denen er das Atomgewicht und die Eigenschaften der Elemente notiert hatte, wobei ihm der zündende Einfall im Schlaf kam. Die russische Historiographie der Entdeckung des Periodensystems durch Mendelejew war lange durch Bonifati Michailowitsch Kedrow (1903–1985) geprägt, der ab den 1940er Jahren die umfangreichen Archivmaterialien analysierte und 1958 sein Buch Der Tag der großen Entdeckung (Russisch) veröffentlichte. Nach Kedrow war das Periodensystem das Ergebnis eines plötzlichen Einfalls (am 17. Februar 1869). Später wurde diese Annahme von anderen Historikern modifiziert, die den Gang der Entwicklung schon in früheren Arbeiten von Mendelejew vorbereitet sahen (R. B. Dobrotin, A. A. Makarenja, D. N. Trifonow, I. S. Dmitrijew, M. D. Gordin, Masanori Kaji).
Mendelejew befasste sich einige Zeit mit dem Versuch der Entdeckung neuer, von seiner Theorie vorhergesagter Elemente, wozu er auch Mineralien sammelte, wandte sich aber 1872 einem neuen Forschungsgebiet zu, dem er sich über ein Jahrzehnt intensiv widmete, den physikalischen Eigenschaften von Gasen.
Auf Bitten von Kollegen unterrichtete er auch nach seiner Pensionierung 1885 weiter an der Universität und gab diese Tätigkeit erst 1890 auf, als die bürokratische Reaktion auf Studentenunruhen ihn dazu bewegten.

### Wirtschaftliches und politisches Engagement
Mendelejew war zugleich der Vater der russischen Ölindustrie. Bereits in den 1860er Jahren besuchte er die Ölfelder bei Baku in Aserbaidschan. 1876 reiste er im Auftrag der russischen Regierung in die USA, um die Ölförderung in Pennsylvania zu studieren und Empfehlungen für die Ausbeutung der russischen Reserven zu geben. Nach seiner Rückkehr erfand er neue Methoden zur Raffinierung des Öls. Seine Empfehlungen fasste er im Werk Die Erdölindustrie in Pennsylvania und im Kaukasus zusammen. Mendelejew befasste sich auch mit Verbesserung des Bergbaus (Kohle im Donezbecken, Eisenerz im Ural). Er vertrat die These des nicht-biologischen Ursprungs von Erdöl. Seine Arbeiten zum Erdöl brachten ihn auch mit den Nobel-Brüdern in Kontakt.
Mendelejew war ein Liberaler. In seinen Vorlesungen waren anders als bei seinen Kollegen auch seit den 1860er Jahren Frauen zugelassen. Er setzte sich für Frauenbildung ein und förderte die erste Doktorandin in Chemie Julija Wsewolodowna Lermontowa. Regelmäßig machte er Eingaben an die Regierung, dabei wandte er sich gegen die zaristische Bürokratie und politische Repressionen. Seine Informationen beschaffte er sich bei Bahnreisen durch Russland, auf denen er stets dritter Klasse reiste. 1890 trat er aus Protest gegen die Einschränkung der universitären Autonomie als Professor zurück. 1893 wurde er auf Betreiben des Finanzministers Direktor des Russischen Amts für Maße und Gewichte und führte daraufhin das metrische System in Russland ein. Außerdem beriet er das Kriegs- und Marineministerium insbesondere im Hinblick auf rauchloses Schießpulver (ein von ihm erfundenes Pyrocollodium).
Er unternahm landwirtschaftliche Experimente auf seinem Gut und machte dort auch durch Ballonfahrten auf sich aufmerksam. Er befasste sich mit Ökonomie, Schutzzöllen und Freihandel, wobei er besonders von den Ideen von Friedrich List und Johann Heinrich von Thünen angetan war. Außerdem wirkte er am russischen Zolltarif von 1891 mit.

### Weitere Arbeiten in der Chemie
Mendelejew befasste sich früh mit physikalischer Chemie und versuchte mechanische Eigenschaften wie Kohäsion und Kapillarität durch intermolekulare Kräfte zu verstehen. Er untersuchte die Zustandsgleichung von Gasen und thermische Ausdehnung von Flüssigkeiten. Das führte ihn auch zu Überlegungen zum kritischen Punkt, unabhängig von Thomas Andrews. Er vertrat eine Hydrattheorie der Lösung als chemischer Verbindung (die bei tiefen Temperaturen ausfallen sollte) mit Teil-Dissoziation, im Gegensatz zu den Vertretern der Ionentheorie wie Wilhelm Ostwald, die er nie akzeptierte.
Er vertrat anfangs in der organischen Chemie die Typentheorie (siehe Substitutionsreaktion) von Gerhardt und war ein Gegner der Strukturtheorie von Alexander Michailowitsch Butlerow, der er erst ab etwa 1895 anhing.
Paul Walden, der ihn persönlich aus Sankt Petersburg kannte, charakterisierte ihn dahingehend, dass er sich in allem als ein betonter Kernrusse gerierte, der mit einem Vollbart und langem Haupthaar bei einer gedrungenen Gestalt und stoßweisen Sprechart eher einem Popen entspräche. Nach Walden war er leidenschaftlich in seiner Kritik und brüsk gegenüber jüngeren Kollegen, denen er empfahl, bevor sie nach eigenen Entdeckungen strebten, erst die Klassiker wie Berzelius, Gmelin und andere zu studieren. Außerdem stand er nach Walden dem aus Deutschland kommenden chemischen Gedankengut ablehnend gegenüber (obwohl er bei Bunsen studiert hatte) und ebenfalls der zeitgenössischen neueren organischen Chemie und physikalischen Chemie (Wilhelm Ostwald, Svante Arrhenius, Jacobus Henricus van ’t Hoff,), die die eigene Theorie der Lösungen von Mendelejew (1887) noch zu Lebzeiten widerlegten. Er hatte nach Walden zwar tausende Schüler, gründete aber keine eigentliche Schule.

### Auszeichnungen und Privates
Trotz seines Ansehens wurde Mendelejew nie volles Mitglied der Russischen Akademie der Wissenschaften; der Versuch der Aufnahme 1880 scheiterte. Die Gründe waren teilweise politischer Natur. Mendelejew war Ehrenmitglied der Moskauer Universität, Mitglied der Russischen Akademie der Künste sowie Mitglied von 90 ausländischen Akademien der Wissenschaften, darunter auch der Preußischen Akademie der Wissenschaften in Berlin, der Académie des sciences in Paris und der Académie royale des Sciences, des Lettres et des Beaux-Arts de Belgique in Brüssel. 1892 wurde er Mitglied der Royal Society und erhielt 1882 die Davy Medal und 1905 die Copley-Medaille. 1862 erhielt Mendelejew den Demidow-Preis für sein Lehrbuch der Organischen Chemie. Die höchste Auszeichnung für Wissenschaftler, der Nobelpreis, blieb ihm 1906 knapp verwehrt. Eine Stimme fehlte ihm im maßgeblichen Komitee für diese Ehrung. Ferner wurde er 1888 in die Royal Society of Edinburgh, 1889 in die American Academy of Arts and Sciences und 1903 in die National Academy of Sciences aufgenommen.
Er war zweimal verheiratet und hatte mehrere Kinder. In erster Heirat war er 1862 mit Feoswa Nikititschna Leschtschewa aus Tobolsk verheiratet, von der er sich 1882 scheiden ließ, um im selben Jahr Anna Iwanowna Popowa (1860–1942) zu ehelichen, in die er sich 1876 leidenschaftlich verliebt hatte. Aus erster Ehe hatte er zwei Kinder Wladimir und Olga, aus zweiter Ehe vier, die Zwillinge Maria und Wassili sowie die Tochter Ljubow, die Alexander Blok heiratete, und Iwan. Dass er zwischen seiner Scheidung und neuen Heirat nicht wie vom Zaren gefordert sieben Jahre vergehen ließ, schadete seinem Ruf. Mendelejew starb im Januar 1907 an den Folgen einer Grippe. An seiner Beerdigung auf dem Petersburger Wolkowo-Friedhof, auf dem er neben seiner Mutter begraben liegt, nahmen mehrere tausend Menschen teil.
Er hatte Schwierigkeiten mit Fremdsprachen (auch wenn er französisch und deutsch sprach und las), bemühte sich aber zum Beispiel um deutsch-russische Zusammenarbeit, besuchte öfter Deutschland und nahm das Angebot von Wilhelm Ostwald an, an der 1887 gegründeten Zeitschrift für Physikalische Chemie mitzuwirken. 1868 war er mit Menschutkin an der Gründung der russischen chemischen Gesellschaft beteiligt (die später nach ihm benannt wurde).
Wissenschaftler der University of California, Berkeley, benannten 1955 das 101. chemische Element Mendelevium nach dem verstorbenen Chemiker. Mendelejew wurde während der Sowjetunion oft Namenspate; so der Russischen Chemisch-Technologischen Universität in Moskau, der tatarischen Stadt Mendelejewsk, zahlreicher weiterer Siedlungen und Dörfer sowie des Moskauer U-Bahnhofs „Mendelejewskaja“. Die Russische Akademie der Wissenschaften verleiht ihm zu Ehren die Mendelejew-Goldmedaille. Mit der Zeit wurden noch weitere Objekte Träger seines Namens, dazu gehören unter anderem ein Vulkan, ein unterseeischer Gebirgskamm, der Asteroid (2769) Mendeleev und der Mondkrater Mendeleev. Auch der Mendelejew-Gletscher in der Antarktis trägt seinen Namen. Gleiches gilt für die 1991 gegründete chemische Fachzeitschrift Mendeleev Communications.

## Kernthesen zum Periodensystem
Die Kernthesen zu seinem Vortrag vor der Russischen Gesellschaft für Chemie im März 1869:
1. Die nach Atomgewicht aufgereihten Elemente zeigen Periodizität in ihren Eigenschaften und ihrem Verhalten.
2. Elemente mit gleichem Verhalten haben fast das gleiche Atomgewicht (zum Beispiel Platin, Iridium, Osmium) oder das Atomgewicht erhöht sich gleichmäßig (zum Beispiel Kalium, Rubidium, Cäsium).
3. Die Anordnung der Elemente oder Gruppen von Elementen entspricht ihrer Wertigkeit und, bis auf einige Ausnahmen, ihrem charakteristischen Verhalten.
4. Die am häufigsten vorkommenden Elemente haben kleine Atomgewichte.
5. Das Atomgewicht bestimmt die Eigenschaften des Elements, so wie die Eigenschaften eines Moleküls von seiner Größe bestimmt werden.
6. Die Entdeckung weiterer Elemente ist zu erwarten, beispielsweise die Analoga zu Aluminium und Silizium mit einem Atomgewicht zwischen 65 und 75.
7. Das Atomgewicht einiger Elemente kann durch diese Anordnung korrigiert werden. Zum Beispiel muss das Atomgewicht des Tellurs zwischen 123 und 126 liegen. Es kann nicht 128 betragen.
8. Einige charakteristische Eigenschaften lassen sich aufgrund des Atomgewichts vorhersagen.

Mendelejew schrieb später einmal, beim Verfassen eines Chemiebuches habe er nach einer Einteilung der chemischen Elemente gesucht. Neben dem Atomgewicht habe er sich von ihren Eigenschaften leiten lassen:
- Ähnlichkeiten bei der Bildung von Verbindungen
- Elektrochemisches Verhalten und Wertigkeit
- Kristallform der Verbindungen
- Neigung zur Isomorphie

## Werke
- Werke, 25 Bände, Leningrad 1934–1953 (Russisch)
- Organische Chemie (Russisch), 1861
- Grundlagen der Chemie (Russisch), St. Petersburg, 2 Bände, 1868–1871
Das Buch erlebte zu Lebzeiten 8 Auflagen (zuletzt 1906) und erschien nach der 5. Auflage 1890 in Sankt Petersburg auch in deutscher Sprache
- Zur Frage über das System der chemischen Elemente, Berichte der Deutschen Chemischen Gesellschaft, Band 4, 1871, S. 348–352.
- Die periodische Gesetzmässigkeit der chemischen Elemente, Justus Liebigs Annalen der Chemie und Pharmacie, Supplementband 8, Nr. 2, 1871, S. 133–229, Nachdruck in Ostwald’s Klassiker, Nr. 68, Leipzig, 1913, S. 41–118.
- Zur Geschichte des periodischen Gesetzes, Berichte der Deutschen Chemischen Gesellschaft, Band 12, 1880, S. 1796–1804 (Lothar Meyer dazu im selben Band S. 259–265, 2043/44)
- K. Seubert (Hrsg.): Das natürliche System der Elemente von Lothar Meyer u. D. Mendelejew. Ostwalds Klassiker der exakten Wissenschaften, Band 68, 1895 (Nachdruck 1990)
- Über die Elastizität der Gase (Russisch), Sankt Petersburg 1875 (ein geplanter zweiter Teil erschien nie)
- Die Untersuchung wässriger Lösungen nach dem spezifischen Gewicht (Russisch), 1887
- Letzte Gedanken (Russisch), Sankt Petersburg 1904/05
- Zur Kunde Russlands (Russisch), Sankt Petersburg 1905, 1906
- Ergänzung zur Kunde Russlands (Russisch), Sankt Petersburg 1907 (erschien postum)

## Literatur

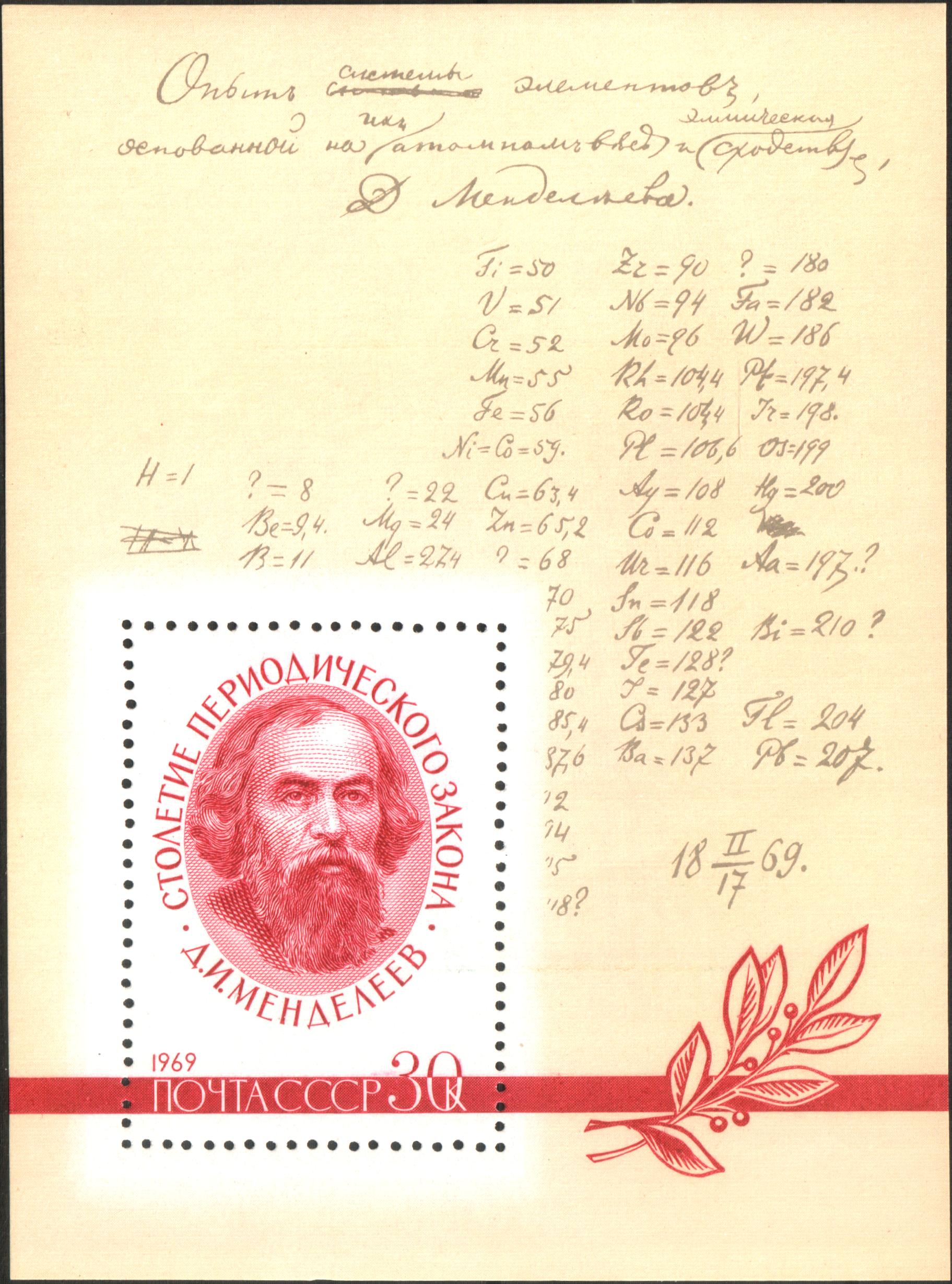
Sowjetischer Briefmarkenblock zu Ehren Mendelejews (1969)